# Союз поляков Латвии (1917—1934)
Союз поляков Латвии (1917-1934) (лат. Latvijas Poļu savienība, пол. Związek Polaków w Łotwie) — латвийская польская политическая партия и объединение, существовавшее с 1917 по 1934 год. С 1938 по 1939 год деятельность Общества была восстановлена.
На выборах в Четвёртый Сейм в 1931 году партия была вовлечена в скандал с подкупом голосов. Избирателей подкупали двумя латами, бутербродом и водкой. Несколько подкупщиков голосов были приговорены к тюремному заключению.
После переворота Улмани в мае 1934 года деятельность партии была приостановлена.

## Результаты выборов
| Год  | Выборы                 | Результат | Места    |
| ---- | ---------------------- | --------- | -------- |
| 1920 | Учредительное собрание | 0,8 %     | 1 из 150 |
| 1922 | Первый Сейм            | 1,6 %     | 1 из 100 |
| 1925 | Второй Сейм            | 2,1 %     | 2 из 100 |
| 1928 | Третий Сейм            | 1,7 %     | 2 из 100 |
| 1931 | Четвёртый Сейм         | 1,7 %     | 2 из 100 |